# Lactarius pungens
Lactarius pungens — вид базидіомікотових грибів родини сироїжкових (Russulaceae).

## Поширення
Вид поширений в Північній Америці. Росте у змішаних лісах штату Теннессі.